# Великая Греция

Карта Великой Греции с указанием диалектов греческих колонистов: ахейского (тёмно-коричневый), дорийского (жёлтый), ионийского (фиолетовый) и северо-западного (светло-коричневый).

Вели́кая Гре́ция (др.-греч. Μεγάλη Ἑλλάς, лат. Magna Graecia) — историческая область с древнегреческими колониями, основанная в античный период (начиная с VIII века до н. э.). Великая Греция включала прибрежные территории южной части Апеннинского полуострова и Сицилии. Важнейшими городами были Тарент, Партенопея (Неаполис), Сиракузы и Кумы.
Города Великой Греции постепенно поглощались Римской республикой, и в эпоху Пунических войн последние из них были покорены.
Великая Греция является родиной многих знаменитых философов. Так, Элея дала миру философов-элеатов, Сиракузы — родина Архимеда, а в Кротоне находилась пифагорейская школа.

## История

### Питекуссы
Первое поселение греков в Италии возникло в Питекуссах (другие названия — Инарима, Энария, ныне — Искья) на острове, удаленном на 11 км от побережья Кампании. Археологические раскопки обнаружили здесь греческую керамику приблизительно 1400 г. до н. э. Не позднее 775—770 гг. до н. э. здесь же возник греческий эмпорий (торговый пост), основателями которого были выходцы с Эвбеи: из Халкиды и Эретрии, а также Ким (небольшого городка на Эвбее). Эвбея была одним из основных металлургических районов Греции, и целью торговли в этом районе были богатые руды Этрурии. В Питекуссах найден кубок, датируемый 750 годом. до н. э., с самым ранним текстом записанных стихов, написанных на халкидской разновидности греческого алфавита. Этот торговый пост был создан для налаживания торговых связей с Этрурией, в чьих запасах железа и меди нуждались греки. Этим торговым связям способствовали и этрусские города в Кампании, среди которых выделялась Капуя. С другой стороны, связи халкидских торговцев достигали Сирии и Финикии, откуда в обмен на металлические изделия поступало золото. Питекуссы были разрушены около 500 года до н. э. извержением вулкана Монтаньоне, но уже до этого они потеряли своё значение, уступив его Кумам.

### Кумы
Кумы располагались к северу от Неаполитанского залива. Поселение на месте Кум, созданное местными племенами осков существовало уже около 1000 г. до н. э. Около 575 г. до н. э. сюда перебрались греки из Питекусс, каким-то образом вытеснив осков. Возглавляли колонизацию Мегасфен из Халкиды и Гиппоклеид из Ким на Эвбее, которые и дали название этому городу. Около 730—725 гг. эмпорий получил статус города, став самостоятельным. Этот город играл важную роль в торговле с Этрурией. Вокруг него были плодородные земли и он стал поставщиком зерна. Возможно, что отсюда распространилось по Италии виноградарство и культура оливы. Кумы были известны Сивиллой — одной из наиболее почитаемых в древности прорицательниц. Кумы пытались контролировать Мессинский пролив. Сначала в Занкле обосновались пираты из Кум, позднее к ним присоединились переселенцы с Эвбеи и там была создана полноценная колония. Из политических деятелей города известен диктатор Аристодем Изнеженный, который вел успешные войны против этрусков. Кумы и этрусские города были уничтожены самнитами, нагрянувшими сюда из центральной Италии.

### Регий
Регий (сейчас Реджо-ди-Калабрия) основан около 730—720 гг. до н. э. халкидянами на южной оконечности полуострова. Там родился писатель и философ Феаген.

### Сибарис
Город основан ахейцами около 720 г. до н. э. в Тарентском заливе. Ойкистом (основатель поселения) был Ис из Гелики. Ахейцы очень нуждались в земле и имели ограниченные возможности в торговле на родине. Согласно Аристотелю, вместе с ними поселились также жители Трезена в Арголиде. Переселенцы установили мирные отношения с местными племенами сердеев. Кроме сельского хозяйства, они добывали улиток-багрянок на побережье. Со временем город рос и вскоре подчинил себе местные племена. Как рассказывает Страбон, под его властью оказались 25 населённых пунктов. С VI века до н. э. здесь чеканили собственные монеты. Античные авторы упоминают Сибарис как очень богатый город, слово «сибарит» со временем даже стало нарицательным. Впрочем, археологические данные не подтверждают этого. В заливе была основана ещё одна колония — Метапонт. На западном берегу Калабрии возникли города Лауда и Скидр, а также Посейдония (Пестум). Посейдония была основана около 625—600 гг. до н. э. Она известна дошедшими до нас руинами дорических храмов.

### Пестум
Пестум (лат. Paestum), первоначально Посидония (др.-греч. Ποσειδωνία, лат. Posidonia) — греческая (сибарийская) колония, основанная в конце VII века до н. э в западной части области Лукания (35 км юго-восточнее нынешнего Салерно).
Посидония пережила расцвет в 540-е до н. э. и следующие за тем десятилетия. Около 400 г. Посидония была завоёвана луканами, что привело к смешению греческой и местной (протоитальянской) культурных традиций. В 274 г. до н. э. город был колонизирован римлянами, которые назвали его Paestum.
В нынешнем Пестуме хорошо сохранились три дорических храма первой половины VI в. до н.э. Один из них посвящён Афине (а не Церере, как прежде думали). Два других возведены в честь Геры и называются храм Геры-I (так называемая «Базилика») и храм Геры-II (а не Нептуна или Аполлона, как считалось ранее). Храм Мира на форуме частью коринфский и принадлежит II веку до н. э. Городские стены имеют до шести метров в ширину и пять километров в периметре. От римского амфитеатра осталось немного. Все эти руины включены в число памятников Всемирного наследия.
В 1968 году в Пестуме была обнаружена гробница (так называемая итал. Tomba del tuffatore, Гробница ныряльщика) с изумительно сохранившимися фресками (ок. 470 г. до н. э). Это единственный полностью дошедший до наших дней ансамбль греческой фресковой живописи классического периода. Пять росписей, наряду с другими античными находками, ныне находятся в Национальном археологическом музее Пестума.

### Кротон
Кротон, ныне Кротоне, — был расположен южнее Сибариса, южнее устья реки Эсар (Эсаро) на мысе, с обеих сторон которого были защищенные гавани. Колония была основана около 710 г. до н. э. ахейцами под руководством Мискела из Рип. Благополучное развитие колонии определялось как её выгодным положением, так и добычей серебра. Город также вывел новые колонии: между 675 и 600 гг. до н. э. была основана Кавлония, позднее Терина — с западного края полуострова. Около 540 г. до н. э. Кротон потерпел поражение в битве на реке Сагре с Локрами Эпизефирийскими и Регием. Вскоре город стал центром деятельности философа Пифагора и его последователей. Около 531 г. до н. э. он покинул свою родину, остров Самос, и обосновался в южной Италии. Его последователи составили подобие секты или ордена, захватив власть в городе. Позднее вождь аристократической партии Килон вынудил Пифагора покинуть город и он переселился в Метапонт (колония, основанная Сибарисом). Однако пифагорейцы, видимо, играли значительную роль и в других городах, которые таким образом становились зависимыми от Кротона. В союзе с Сибарисом и Метапонтом Кротон уничтожил Сирис, колофонскую колонию, расположенную между Сибарисом и Метапонтом. А около 510 г. до н. э., привлекши в качестве полководца спартанца Дориея, Кротон разрушил Сибарис. В этой войне отличился знаменитый атлет Милон, одержавший в Олимпиадах максимальное количество побед в борьбе: 6 раз подряд, из которых первая победа — в соревнованиях для мальчиков. Кротон славился и как город, где закладывались основы научной медицины. Врач Алкмеон около 500 г. до н. э. написал медицинский трактат (не сохранился). Позднее в городе разгорелись сословные распри, значительно ослабившие его.

### Наксос
Наксос (ныне Джардини-Наксос) — первая греческая колония на восточном побережье Сицилии, основанная в 734 г. до н. э. у подножья вулкана Этна. Поселенцы происходили из Халкиды с Эвбеи, а также с Наксоса, острова в Эгейском море.

### Сиракузы

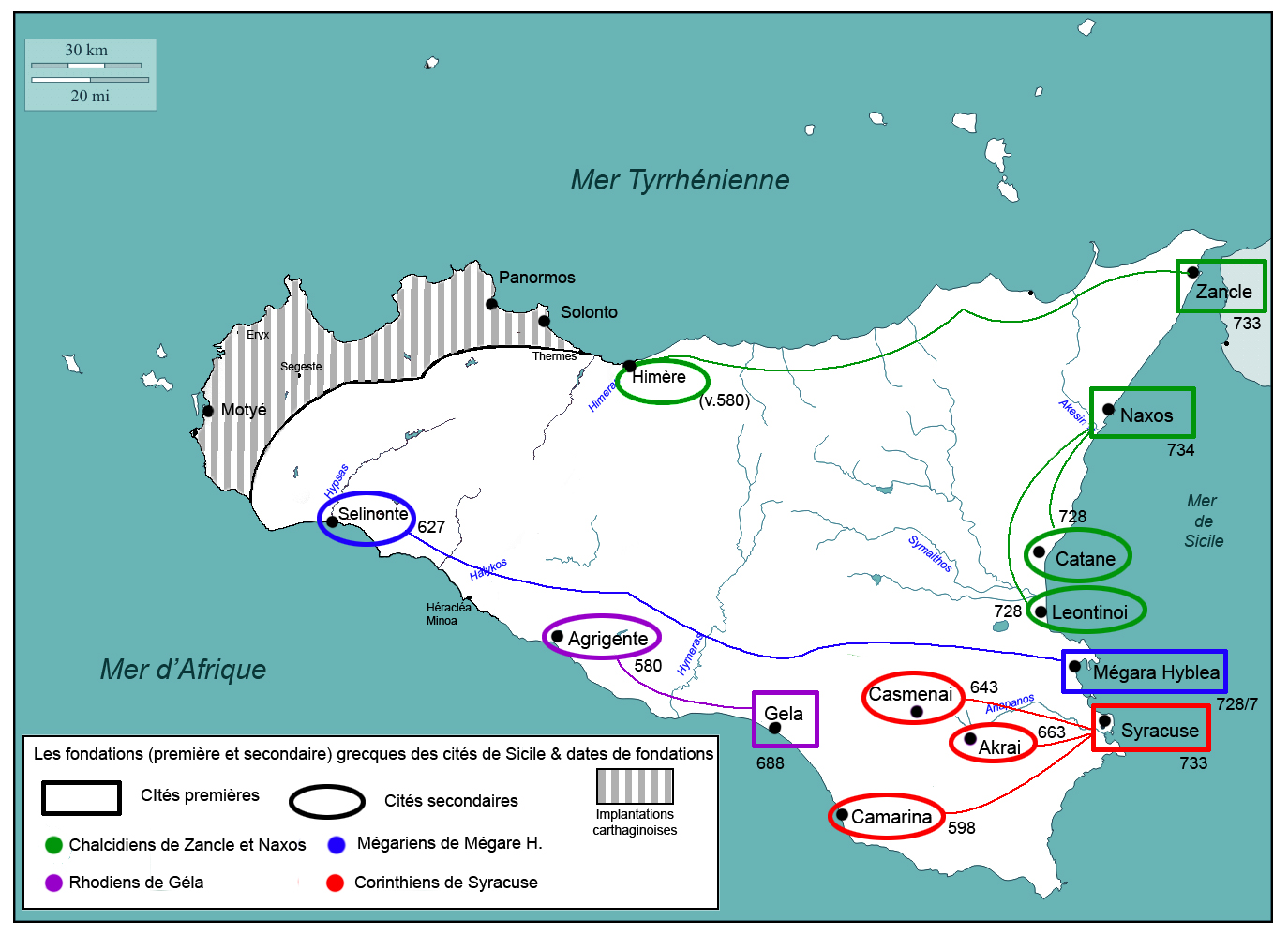
Греческие колонии Сицилии.

Колония, которой было суждено стать наиболее значительным городом Великой Греции, была основана в 733 г. до н. э. южнее Наксоса коринфянами под руководством Архия. Одновременно другая группа коринфян колонизовала Керкиру, остров на пути из Греции в Италию, изгнав оттуда эретрийцев и иллирийцев. С учетом ключевого положения самого Коринфа на Истминском перешейке, через который лежал кратчайший путь из Эгейского моря на Запад, Коринф обеспечил себе ведущую роль в греческой торговле. Коринф, в отличие от распространенной практики, стремился сохранить административный контроль над своими колониями, но Сиракузы получили независимость, не испортив дружеских отношений с метрополией. Первоначально город был построен на острове Ортигия, расположенном недалеко от побережья, где ранее была деревня сикулов. На этом острове был мощный источник, посвящённый нимфе Аретусе. В Греции существовало странное мнение, что река Алфей с Пелопоннеса протекает под землёй и выходит здесь на поверхность.
Колония быстро росла, и вскоре возникли районы города на материке: Ахрадина, Неаполис, Тихе, Эпиполы. В устье реки Анапа были плодородные земли, которыми распоряжалась городская знать (гоморы), которая и составляла Народное собрание. Сикулы частично покинули свои земли, частично превратились в зависимых илотов или данников. Сиракузы вывели несколько собственных колоний Гелор, южнее по побережью, Акры и Касмены — в глубине суши, которые играли роль форпостов в борьбе с сикулами. Камарина, прибрежное поселение к западу от Касмен, смогла установить более добрые отношения с сикулами и около 550 г. до н. э., подняв восстание, отстояла свою независимость. Остальные же города в окрестностях Сиракуз оставались в зависимости от них, что делало город сильным государством. Около 575 г. до н. э. на Ортигии был воздвигнут храм Аполлона, наиболее крупный в греческом мире на данный момент. Примерно в это же время здесь начинается чеканка монеты, причём за основу была взята аттико-эвбейская, а не коринфская весовая система.
В начале V века до н. э. Сиракузы временно уступили лидерство на острове другому городе — Геле, которой в этот момент руководил энергичный диктатор Гиппократ, пришедший к власти около 498 г. до н. э. Около 492 г. до н. э. он разбил Сиракузы в битве у реки Гелор. От захвата города его удержали дипломатические усилия Коринфа и Керкиры. Юных наследников Гиппократа отстранил от власти в Геле Гелон, сын Динамена. Около 485 г. до н. э. Гелон при помощи изгнанных из города аристократов захватил Сиракузы, куда переместил свой двор, а Гела перешла под власть его брата Гиерона. Гелон превратил Сиракузы в крупнейший город, переселив туда половину жителей Гелы, половину камаринцев и всю верхушку Мегары Гиблейской и Сицилийской Эвбеи. Город был сильно укреплён. Гелон располагал сильной армией. В 480 г. до н. э. Карфаген направил на Сицилию сильную армию под командованием Гамилькара, они осадили в Гимере тирана Ферона. Гелон пришёл ему на помощь и разбил карфагенян при Гимере. После этой победы авторитет Гелона в греческом мире стал особенно велик. Он умер в 478 г. до н. э., передав власть брату Гиерону. Гиерон вышел победителем из войн с Карфагеном. Был женат на дочери тирана Регия Анаксила. Основал город Этну. В 474 г. по призыву Кум и Локр выступил против этрусков и одержал крупную победу над ними в Неаполитанском заливе. При его дворе проживали известные поэты, например, Симонид Кеосский, Пиндар, Эсхил. Рысак Гиерона по кличке Ференик (Победитель) принёс Гиерону победу в Олимпийских играх 476 г. до н. э., чему посвящена I олимпийская ода Пиндара. Гиерон умер в 467 г. до н. э.
Около 315 г. до н. э. к власти в Сиракузах пришёл Агафокл, удачливый полководец незнатного происхождения. Он заигрывал с народными массами, применяя репрессии и конфискации к знати. Опираясь на наёмное войско, он захватил богатейшие города Сицилии: Гелу, Мессану, Акрагант. Затем он захватил и карфагенские города на острове, после чего неизбежна стала война с Карфагеном. В 310 г. до н. э. он высадился в Африке и принудил Карфаген признать его верховенство над Сицилией. В 305 г. до н. э. он захватил города на юге Италии и принял титул «царь Сицилии». Таким образом, Агафокл сумел объединить города «Великой Греции» в единую державу, которая просуществовала недолго. После его смерти (289 г. до н. э.) началось наступление Рима на города юга Италии. При диктаторе Гиероне Втором, пришедшем к власти в 275 г. до н. э., произошёл последний расцвет Сиракуз. Он отстоял города Сицилии от нападения правителя Эпира Пирра. Во время Пунических войн он становится союзником Рима. После смерти Гиерона в 215 г. власти Сиракуз вновь пошли на сближение с Карфагеном, что привело к столкновению с Римом. В 212 г. до н. э. Сиракузы были взяты и разграблены римским полководцем Марком Клавдием Марцеллом.

### Гела
Гела, (сейчас Джела), — расположена на южном берегу Сицилии в устье одноимённой реки Джела, на песчаной возвышенности. До прихода греков здесь обитали сиканы. Колония была основана в 690/688 г. до н. э. переселенцами с Родоса и Крита под руководством Анитифема и Энтима, соответственно. Сохранился полученный ими благоприятный оракул из Дельф. Переселенцы вели длительную борьбу с сиканами за обладание плодородной долиной, после чего покорили находящиеся в глубине острова туземные поселения Макторий (ныне Монте-Буббона) и Омфаку (ныне Бутера). В западном направлении около 580 г. до н. э. они основали Акрагант (ныне Агридженто), который потом стал независимым полисом. Сначала в городе было аристократическое правление. В 505 г. до н. э. власть захватил диктатор Клеандр, который правил около 7 лет и был убит врагами. После этого власть перешла к его брату Гиппократу, который превратил Гелу в сильную державу. Гиппократ установил контроль над халкидскими колониями на Сицилии: Наксосом, Занклой, Леонтинами. Затем он напал на Сиракузы и разбил их войско в сражении у реки Гелор, но брать город не стал, а заключил мир, по которому ему стал принадлежать контроль над местными племенами. Последовали сражения с сикулами, и в битве при Гибле около 491/490 г. до н. э. Гиппократ погиб. Гелон, предводитель конницы, захватил власть после Гиппократа. Через некоторое время он захватил власть в Сиракузах, после чего стал усиленно развивать Сиракузы, как более удобный центр для большого государства, для этого половина населения Гел была переселена в Сиракузы.

### Селинунт
Селинунт (ныне Селинунте) находился на юго-западе Сицилии, на мысе между двумя реками, в устьях которых были удобные гавани. Город был основан около 650 или в 628 г. до н. э. выходцами из Мегары Гиблейской, расположенной к северу от Сиракуз. Ойкистом был Памилл (Паммил) происходивший из Мегар. Этот город был самым западным греческим городом на Сицилии, он граничил с элимийцами и финикийцами, сохраняя с обоими народами мирные отношения. С востока он граничил по реке Галика (Платани) с Акрогантом. Причем на восточном берегу реки был построен пост Миноя, но около 500 г.до н. э. Миноя была захвачена спартанским колонистом Эврилеонтом. Богатство Селинунта основывалось на успешной торговле с Карфагеном. Следами этого благополучия служат многочисленные развалины храмов. Город был разрушен карфагенянами в 409 г. до н. э.

### Занкла
Город Занкла (совр. Мессина) основан халкидцами между 730—720 годами до н. э. на месте более древнего поселения бронзовой эпохи. Расположенный непосредственно в Мессинском проливе, он мог контролировать основной путь с Востока в западную Италию. Сначала здесь обосновались пираты эвбейского происхождения из Кум, но вскоре появились и настоящие переселенцы. Ойкистами выступали Периклемен из Кум и Кратемен из Халкиды. Развалины первичного поселения удивляют непривычно большим размахом. Занкла не имела достаточно плодородных земель, поэтому горожане около 717—710 годов до н. э. основали на северном берегу Сицилии Милы и далее на запад по северному берегу около 648 года до н. э. Гимеру (крайний пункт греческих колоний на северном берегу).
- Колонизация (апойкия): основание великогреческих городов Кумы (750 год до н. э.), Сиракузы (735 год до н. э.), Кротон (708 год до н. э.)
- 532 год до н. э. — учреждение в Кротоне Пифагорейского ордена.
- 510 год до н. э.: кровавая междоусобица великогреческих городов — войско Кротона разоряет Сибарис.
- 474 год до н. э. — Битва при Кумах: разгром этрусков и конец их могущества.
- 421 год до н. э. — самниты захватывают Кумы
- 413 год до н. э. — крах сицилийской экспедиции афинян
- Пиррова война (280—275 до н. э.): попытка греков воспрепятствовать римской экспансии.
- Пунические войны: окончательное поглощение Великой Греции Древним Римом. Надежды греков сохранить независимость, опираясь на союз с Ганнибалом, не оправдались. В 212 году до н. э. пали Сиракузы, в 209 году до н. э. пал Тарент.